# St. Georg (Guttenberg)

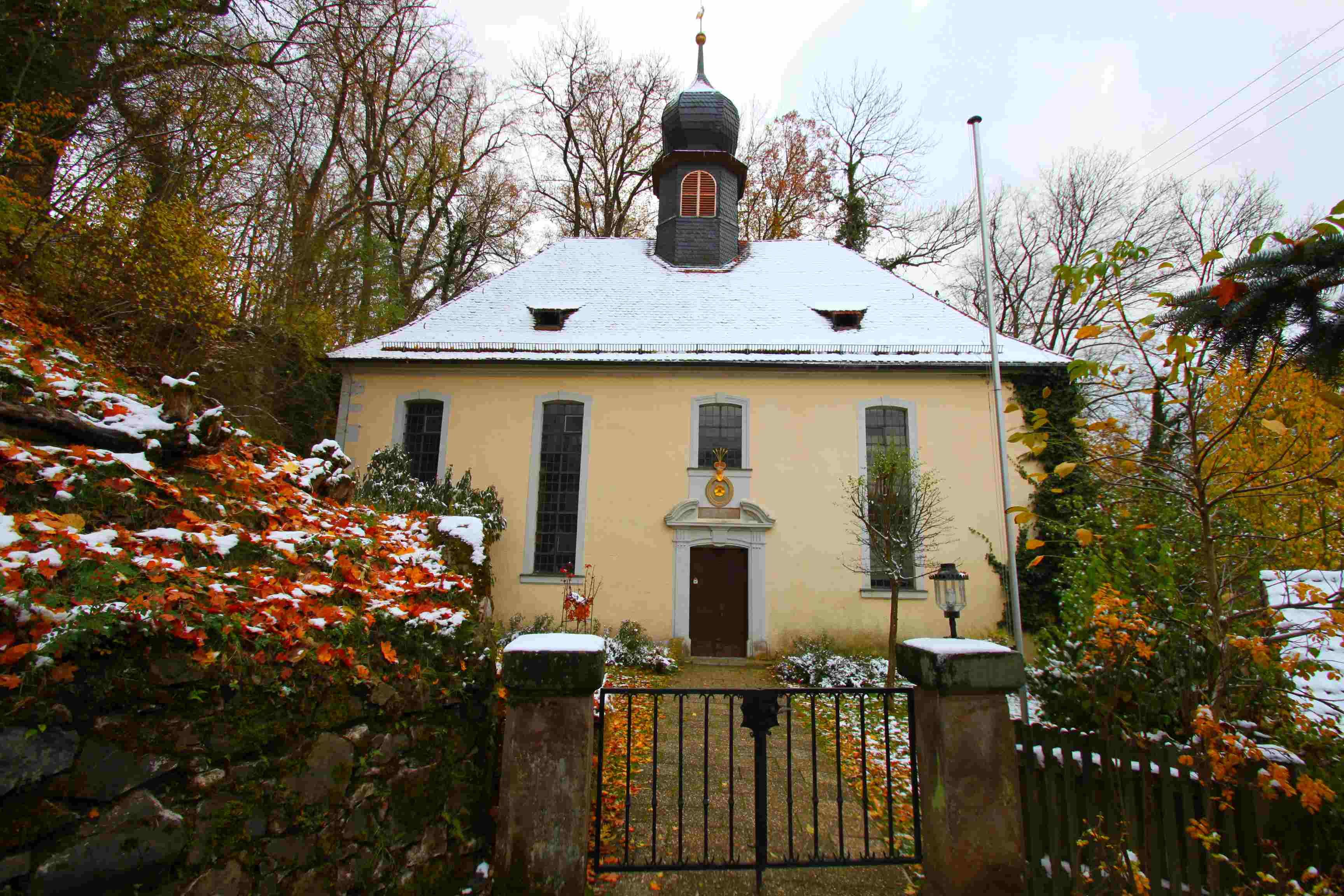
St. Georg in Guttenberg

Die evangelische Pfarrkirche St. Georg steht in Guttenberg, einer Gemeinde im oberfränkischen Landkreis Kulmbach in Bayern. Das heutige Gebäude stammt aus dem Jahr 1800 und ist denkmalgeschützt. Die Kirchengemeinde gehört zum Evangelisch-Lutherischen Dekanat Kulmbach im Kirchenkreis Bayreuth der Evangelisch-Lutherischen Kirche in Bayern.

## Beschreibung
Die erste Kirche an dieser Stelle war die 1379 eingeweihte Burgkapelle der Burg Guttenberg. Wegen des schlechten Bauzustandes wurde 1682 die Kirche erneuert. Nach rund 100 Jahren war sie wieder baufällig. Deshalb wurde 1800 die Saalkirche von Johann Konrad Wölfel neu gebaut. Aus ihrem Walmdach erhebt sich ein achteckiger, schiefergedeckter, mit einer Zwiebelhaube bedeckter Dachreiter, hinter dessen Klangarkaden der Glockenstuhl steht. Über dem mit einem Sprenggiebel abschließenden Portal befindet sich eine Inschrift über den Erbauer. 
Zur Kirchenausstattung gehören ein Altar und eine Kanzel aus dem Jahr 1861. Die Deckenmalerei von 1862, dargestellt werden der heilige Georg und Christi Himmelfahrt, stammt von Georg Eberlein.